# مطار تاغبيلاران
مطار تاغبيلاران (بالإنجليزية: Tagbilaran Airport)‏ (إياتا: TAG، إيكاو: RPVT) هو مطار عام يخدم مدينة تاغبيلاران ويشغل المطار هيئة الطيران المدني الفلبينية.

## معرض صور

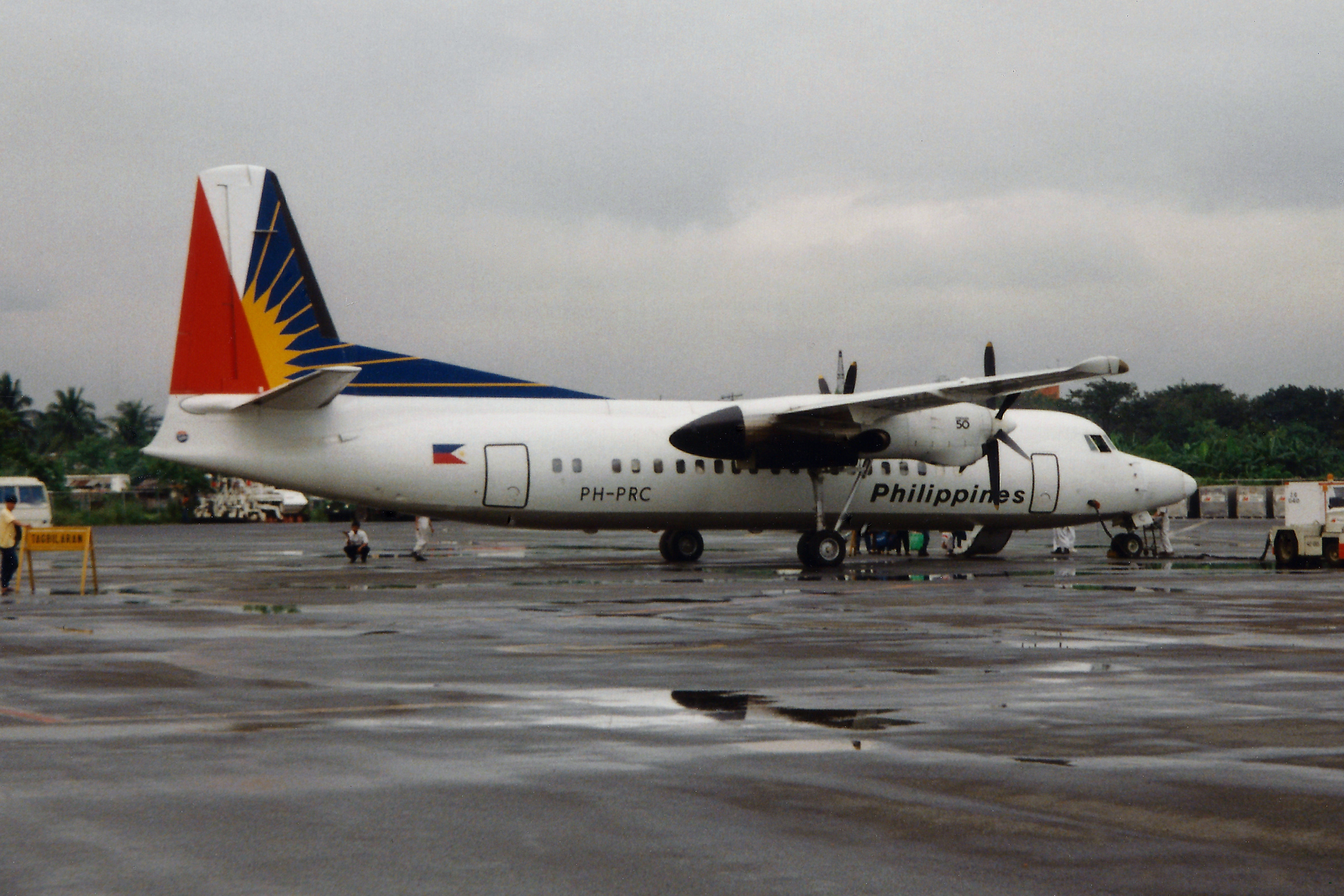
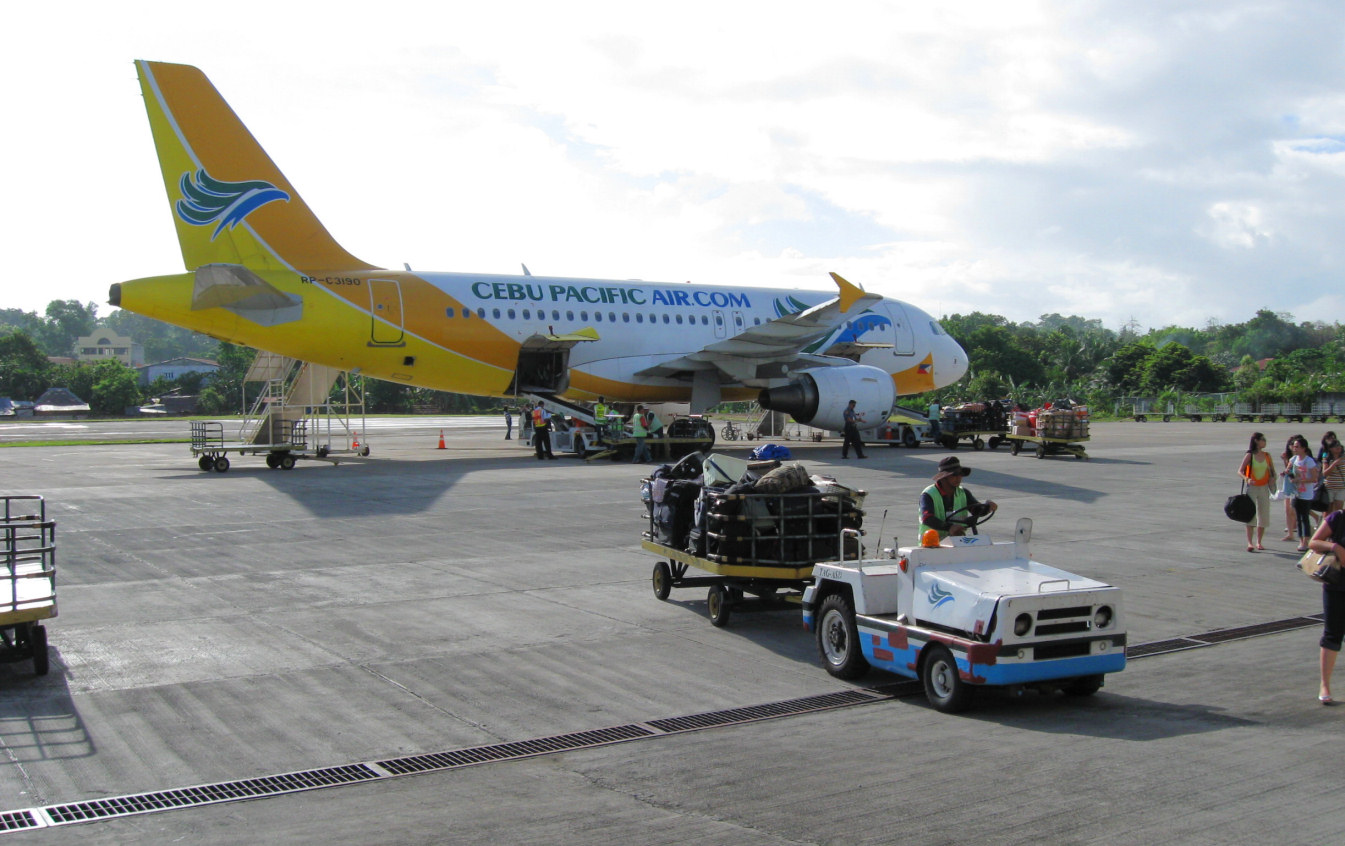
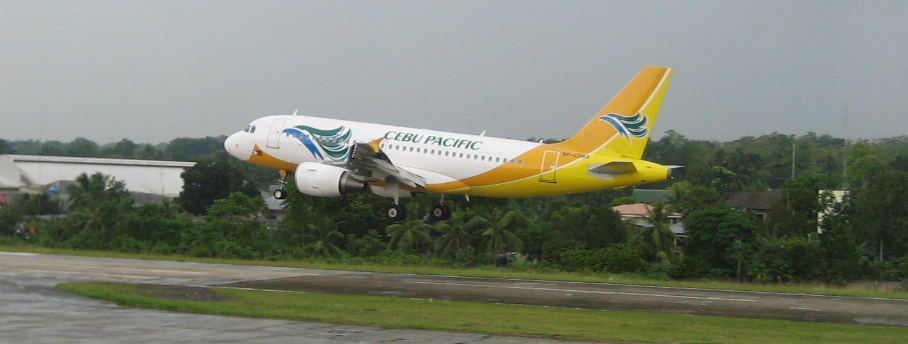
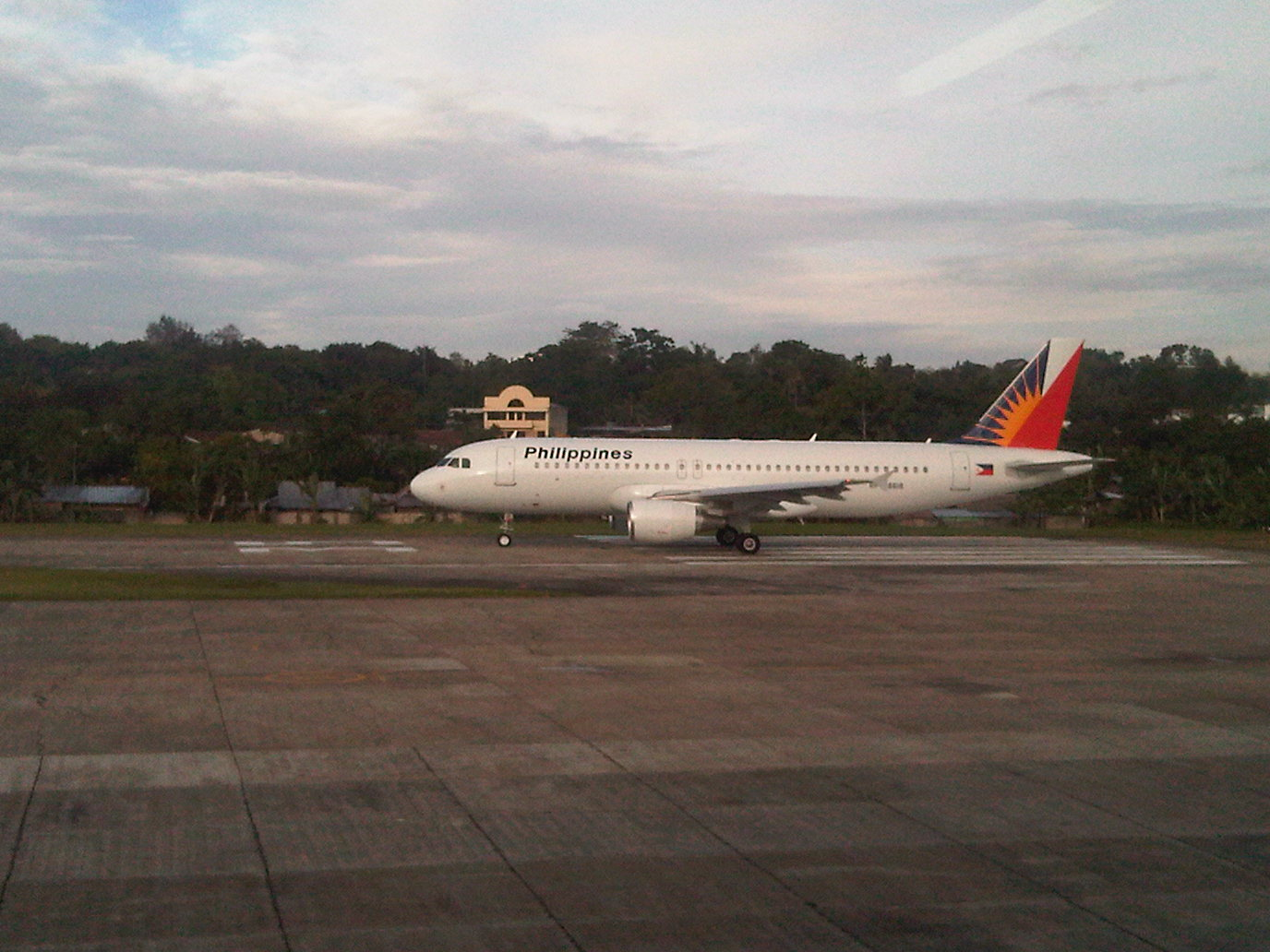